# Ronde van Italië 1990
| Eindklassement       |                          |              |
| Algemeen klassement  | Gianni Bugno             | 91h 51' 08"  |
| Tweede               | Charly Mottet            | + 6' 33"     |
| Derde                | Marco Giovannetti        | + 9' 01"     |
| Vierde               | Vladimir Poelnikov       | + 12' 19"    |
| Vijfde               | Federico Echave          | + 12' 25"    |
| Zesde                | Franco Chioccioli        | + 12' 36"    |
| Zevende              | Marino Lejarreta         | + 14' 31"    |
| Achtste              | Pjotr Oegroemov          | + 17' 02"    |
| Negende              | Massimiliano Lelli       | + 17' 14"    |
| Tiende               | Leonardo Sierra          | + 19' 12"    |
| (Ned)                | Gert-Jan Theunisse (15e) | + 28' 43"    |
| (Bel)                | Patrick Jacobs (68e)     | + 2h 07' 43" |
| Rode Lantaarn        | Alessio Di Basco (163e)  | + 4h 27' 11" |
| Puntenklassement     | Gianni Bugno             | 195 punten   |
| Tweede               | Phil Anderson            | 176 punten   |
|                      | Mario Cipollini          | 176 punten   |
| Bergklassement       | Claudio Chiappucci       | 74 punten    |
| Tweede               | Maurizio Vandelli        | 56 punten    |
| Derde                | Gianni Bugno             | 48 punten    |
| Jongerenklassement   | Vladimir Poelnikov (4e)  | 92h 03' 27"  |
| Tweede               | Pjotr Oegroemov (8e)     | + 4' 43"     |
| Derde                | Massimiliano Lelli (9e)  | + 4' 55"     |
| Intergiro klassement | Phil Anderson            | -            |
| Tweede               | Massimo Ghirotto         | -            |
| Derde                | Luca Gelfi               | -            |
| Ploegenklassement    | ONCE                     | 276h 33' 04" |
| Tweede               | Carrera                  | -            |
| Derde                | Del Tongo                | -            |

In 1990 ging de 73e Ronde van Italië (Italiaans; Giro d'Italia) op 18 mei van start in Bari. Hij eindigde op 6 juni in Milaan. Er stonden 198 renners verdeeld over 22 ploegen aan de start. Hij werd gewonnen door Gianni Bugno.
Aantal ritten: 20

Totale afstand: 3464.0 km

Gemiddelde snelheid: 37.713 km/h

Aantal deelnemers: 198

## Belgische en Nederlandse prestaties
In totaal namen er 3 Belgen en 11 Nederlanders deel aan de Giro van 1990.

### Belgische etappezeges
- In 1990 was er geen Belgische etappezege.

### Nederlandse etappezeges
- In 1990 was er geen Nederlandse etappezege.

## Etappe uitslagen
| Datum  | Etappe    | Parcours                          | Afstand | Eerste                   | Tweede                         | Derde                          | Klassementsleider  |
| ------ | --------- | --------------------------------- | ------- | ------------------------ | ------------------------------ | ------------------------------ | ------------------ |
| 18 mei | etappe 1  | Bari - Bari (tijdrit)             | 13 km   | Gianni Bugno (Ita)       | Thierry Marie (Fra)            | Lech Piasecki (Pol)            | Gianni Bugno (Ita) |
| 19 mei | etappe 2  | Bari - Sala Consilina             | 239 km  | Giovanni Fidanza (Ita)   | Laurent Fignon (Fra)           | Charly Mottet (Fra)            | Gianni Bugno (Ita) |
| 20 mei | etappe 3  | Sala Consilina - Vesuvius         | 190 km  | Eduardo Chozas (Spa)     | Gianni Bugno (Ita)             | Acacio Da Silva (Por)          | Gianni Bugno (Ita) |
| 21 mei | etappe 4a | Ercolano - Nola                   | 31 km   | Stefano Allocchio (Ita)  | Jan Schur (DDR)                | Danilo Gioia (Ita)             | Gianni Bugno (Ita) |
| 21 mei | etappe 4b | Nola - Sora                       | 164 km  | Phil Anderson (Aus)      | Christophe Lavainne (Fra)      | Adriano Baffi (Ita)            | Gianni Bugno (Ita) |
| 22 mei | etappe 5  | Sora - Teramo                     | 247 km  | Fabrizio Convalle (Ita)  | Andrei Tchmil (Sov)            | Gilbert Duclos-Lassalle (Fra)  | Gianni Bugno (Ita) |
| 23 mei | etappe 6  | Teramo - Fabriano                 | 200 km  | Luca Gelfi (Ita)         | Massimo Ghirotto (Ita)         | Phil Anderson (Aus)            | Gianni Bugno (Ita) |
| 24 mei | etappe 7  | Fabriano - Vallombrosa            | 197 km  | Gianni Bugno (Ita)       | Pjotr Oegroemov (Sov)          | Charly Mottet (Fra)            | Gianni Bugno (Ita) |
| 25 mei | etappe 8  | Reggello - Marina di Pietresanta  | 188 km  | Stefano Allocchio (Ita)  | Mario Cipollini (Ita)          | Guido Bontempi (Ita)           | Gianni Bugno (Ita) |
| 26 mei | etappe 9  | La Spezia - Langhirano            | 176 km  | Vladimir Poelnikov (Sov) | Dmitri Konysjev (Sov)          | Phil Anderson (Aus)            | Gianni Bugno (Ita) |
| 27 mei | etappe 10 | Grinzane Cavour - Cuneo (tijdrit) | 68 km   | Luca Gelfi (Ita)         | Gianni Bugno (Ita)             | Lech Piasecki (Pol)            | Gianni Bugno (Ita) |
| 28 mei | etappe 11 | Cuneo - Lodi                      | 241 km  | Adriano Baffi (Ita)      | Phil Anderson (Aus)            | Jean-Paul van Poppel (Ned)     | Gianni Bugno (Ita) |
| 29 mei | etappe 12 | Brescia - Baselga di Pinè         | 193 km  | Eric Boyer (Fra)         | Gianni Bugno (Ita)             | Joachim Halupczok (Pol)        | Gianni Bugno (Ita) |
| 30 mei | etappe 13 | Baselga di Pinè - Udine           | 224 km  | Mario Cipollini (Ita)    | Djamolidin Abdoesjaparov (Sov) | Alessio Di Basco (Ita)         | Gianni Bugno (Ita) |
| 31 mei | etappe 14 | Klagenfurt - Klagenfurt           | 164 km  | Allan Peiper (Aus)       | Pascal Poisson (Fra)           | Massimo Ghirotto (Ita)         | Gianni Bugno (Ita) |
| 1 juni | etappe 15 | Velden am Wörther See - Dobbiaco  | 226 km  | Eric Boyer (Fra)         | Jon Unzaga (Spa)               | Pjotr Oegroemov (Sov)          | Gianni Bugno (Ita) |
| 2 juni | etappe 16 | Dobbiaco - Passo Pordoi           | 171 km  | Charly Mottet (Fra)      | Gianni Bugno (Ita)             | Franco Chioccioli (Ita)        | Gianni Bugno (Ita) |
| 3 juni | etappe 17 | Moena - Aprica                    | 223 km  | Leonardo Sierra (Ven)    | Alberto Volpi (Ita)            | Eric Boyer (Fra)               | Gianni Bugno (Ita) |
| 4 juni | etappe 18 | Aprica - Gallarate                | 180 km  | Adriano Baffi (Ita)      | Mario Cipollini (Ita)          | Djamolidin Abdoesjaparov (Sov) | Gianni Bugno (Ita) |
| 5 juni | etappe 19 | Gallarate - Sacro Monte (tijdrit) | 39 km   | Gianni Bugno (Ita)       | Marino Lejarreta (Spa)         | Luca Gelfi (Ita)               | Gianni Bugno (Ita) |
| 6 juni | etappe 20 | Milaan - Milaan                   | 90 km   | Mario Cipollini (Ita)    | Adriano Baffi (Ita)            | Giovanni Strazzer (Ita)        | Gianni Bugno (Ita) |

 winnaars · 
roze trui · 
  puntenklassement · 
  bergklassement · 
 jongerenklassement · 
 intergiro · 
 ploegenklassement · 
 strijdlust · 
 zwarte trui
Giro d'Italia Next Gen · Giro Donne · Cima Coppi
 Belgische rozetruidragers · etappewinnaars
 Nederlandse rozetruidragers · etappewinnaars
Mannen:
1909 · 
1910 · 
1911 · 
1912 · 
1913 · 
1914 · 
1919 · 
1920 · 
1921 · 
1922 · 
1923 · 
1924 · 
1925 · 
1926 · 
1927 · 
1928 · 
1929 · 
1930 · 
1931 · 
1932 · 
1933 · 
1934 · 
1935 · 
1936 · 
1937 · 
1938 · 
1939 · 
1940 · 
1946 · 
1947 · 
1948 · 
1949 · 
1950 · 
1951 · 
1952 · 
1953 · 
1954 · 
1955 · 
1956 · 
1957 · 
1958 · 
1959 · 
1960 · 
1961 · 
1962 · 
1963 · 
1964 · 
1965 · 
1966 · 
1967 · 
1968 · 
1969 · 
1970 · 
1971 · 
1972 · 
1973 · 
1974 · 
1975 · 
1976 · 
1977 · 
1978 · 
1979 · 
1980 · 
1981 · 
1982 · 
1983 · 
1984 · 
1985 · 
1986 · 
1987 · 
1988 · 
1989 · 
1990 · 
1991 · 
1992 · 
1993 · 
1994 · 
1995 · 
1996 · 
1997 · 
1998 · 
1999 · 
2000 · 
2001 · 
2002 · 
2003 · 
2004 · 
2005 · 
2006 · 
2007 · 
2008 · 
2009 · 
2010 · 
2011 · 
2012 · 
2013 · 
2014 · 
2015 · 
2016 · 
2017 · 
2018 · 
2019 · 
2020 · 
2021 · 
2022 · 
2023 · 
2024 · 
2025
Vrouwen:
1988 · 
1989 · 
1990 · 
1991 ·
1992 ·
1993 · 
1994 · 
1995 · 
1996 · 
1997 · 
1998 · 
1999 · 
2000 · 
2001 · 
2002 · 
2003 · 
2004 · 
2005 · 
2006 · 
2007 · 
2008 · 
2009 · 
2010 · 
2011 · 
2012 ·
2013 · 
2014 ·
2015 ·
2016 ·
2017 ·
2018 ·
2019 ·
2020 ·
2021 ·
2022 ·
2023 ·
2024 ·
2025